# Quando (Arisa e Michele Bravi)
Quando è un singolo dei cantanti italiani Arisa e Michele Bravi, pubblicato il 6 marzo 2021.

## Descrizione
Il brano è una cover di Quando di Pino Daniele del 1992, arrangiato da Adriano Pennino e inciso da Arisa e Michele Bravi in occasione della terza serata del 71º Festival di Sanremo, denominata Canzone d'autore, dedicata all'omaggio dei brani che hanno fatto parte della storia della musica italiana. A proposito della collaborazione artistica con Bravi, la cantante ha dichiarato: 
Il 4 marzo, durante il duetto sul palco del Teatro Ariston, i due interpreti hanno stretto insieme una rosa laccata di bianco, citando Rest Energy, celebre opera performativa di Marina Abramović e Ulay. Alla fine della gara l'esibizione è giunta al quinto posto della classifica provvisoria votata dai musicisti e coristi dell'orchestra del Festival di Sanremo.

## Tracce
1. Quando – 3:22 (Pino Daniele)